# V.O.Z.
『V.O.Z.』（ヴォス）は、1997年11月21日にair RECORDSからリリースされた稲垣潤一17枚目のオリジナル・アルバム。

## 解説
シングル曲「STARTING OVER」「終わらないLOVE SONG」収録。

## 背景
タイトルは、スペイン語で「声」を意味する"voz"と、英語の"Voice of Zealots"（狂信者の声）の頭文字からと、2つの意味を持つ。

## 収録曲
1. Overture -V.O.Z.-
  - 作曲：V.O.Z.　編曲：武部聡志
2. 終わらないLOVE SONG（Album Version）
  - 作詞：森雪之丞　作曲：井上慎二郎　編曲：武部聡志
3. あの頃の未来
  - 作詞：秋元康　作曲：土橋雅樹　編曲：土方隆行
4. 君がそばにいるだけで僕はすべてを手に入れた
  - 作詞：秋元康　作曲：MAYUMI　編曲：武部聡志
  - ※「終わらないLOVE SONG」カップリング曲
5. STARTING OVER（Remix Version）
  - 作詞：山田ひろし　作曲：山崎利明　編曲：土方隆行
6. LOBIOS
  - 作詞：康珍化　作曲：山口美央子　編曲：トシ松本・ゴンザレス鈴木
7. ヒールを鳴らせ
  - 作詞：稲垣潤一・紫夢　作曲：鈴木雄大　編曲：本間昭光
8. 素敵な別れ方
  - 作詞：森雪之丞　作曲：田村信二　編曲：武部聡志
9. SONGS REMAIN THE SAME（Remix Version）
  - 作詞：鈴木雄大　作曲：松本俊明　編曲：土方隆行
  - ※「STARTING OVER」カップリング曲。
10. 夢と嘘とジャスミン
  - 作詞：森雪之丞　作曲：鈴木雄大　編曲者：土方隆行
11. Cheers for Heart
  - 作詞：稲垣潤一・紫夢　作曲：稲垣潤一　編曲者：トシ松本・ゴンザレス鈴木
12. ヴィナスの謝肉祭
  - 作詞：稲垣潤一・紫夢　作曲：稲垣潤一　編曲：窪田晴男
13. 虹
  - 作詞：稲垣潤一・紫夢　作曲：栗原務　編曲：LITTLE CREATURES